# Entodon transbaicalensis
Entodon transbaicalensis är en bladmossart som beskrevs av Bardunov 1968. Entodon transbaicalensis ingår i släktet Entodon och familjen Entodontaceae. Inga underarter finns listade i Catalogue of Life.